# Pontonx-sur-l'Adour
Ne doit pas être confondu avec Pontenx-les-Forges.
Pontonx-sur-l'Adour [pɔ̃tɔ̃ks syʁ laduʁ] (Pontons en gascon) est une commune française située dans le département des Landes en région Nouvelle-Aquitaine.

## Géographie

### Localisation
Pontonx se situe en bordure de l’Adour, au carrefour des vallons de la Chalosse et de la forêt des Landes.
| - OpenStreetMap Limite communale. |

### Communes limitrophes
Les communes limitrophes sont Bégaar, Gousse, Laluque, Préchacq-les-Bains, Saint-Jean-de-Lier, Saint-Vincent-de-Paul, Téthieu, Gourbera et Lesgor.
| Gourbera (par un quadripoint) | Laluque             | Lesgor (par un quadripoint) |
| Saint-Vincent-de-Paul         | Pontonx-sur-l'Adour | Bégaar                      |
| Téthieu, Préchacq-les-Bains   | Gousse              | Saint-Jean-de-Lier          |

### Climat
Pour des articles plus généraux, voir Climat de la Nouvelle-Aquitaine et Climat des Landes.
Historiquement, la commune est exposée à un climat océanique aquitain.  
En 2020, Météo-France publie une typologie des climats de la France métropolitaine dans laquelle la commune est exposée à un climat océanique et est dans une zone de transition entre les régions climatiques « Aquitaine, Gascogne » et « Pyrénées atlantiques »0.
Pour la période 1971-2000, la température annuelle moyenne est de 13,5 °C, avec une amplitude thermique annuelle de 14,4 °C. Le cumul annuel moyen de précipitations est de 1 178 mm, avec 12,4 jours de précipitations en janvier et 7,7 jours en juillet. Pour la période 1991-2020, la température moyenne annuelle observée sur la station météorologique la plus proche, située sur la commune de Bégaar à 7 km à vol d'oiseau, est de 13,8 °C et le cumul annuel moyen de précipitations est de 1 114,1 mm,. Pour l'avenir, les paramètres climatiques de la commune estimés pour 2050 selon différents scénarios d’émission de gaz à effet de serre sont consultables sur un site dédié publié par Météo-France en novembre 2022.

## Urbanisme

### Typologie
Au 1er janvier 2024, Pontonx-sur-l'Adour est catégorisée bourg rural, selon la nouvelle grille communale de densité à sept niveaux définie par l'Insee en 2022.
Elle appartient à l'unité urbaine de Pontonx-sur-l'Adour, une unité urbaine monocommunale constituant une ville isolée,. Par ailleurs la commune fait partie de l'aire d'attraction de Dax, dont elle est une commune de la couronne,. Cette aire, qui regroupe 60 communes, est catégorisée dans les aires de 50 000 à moins de 200 000 habitants,.

### Occupation des sols

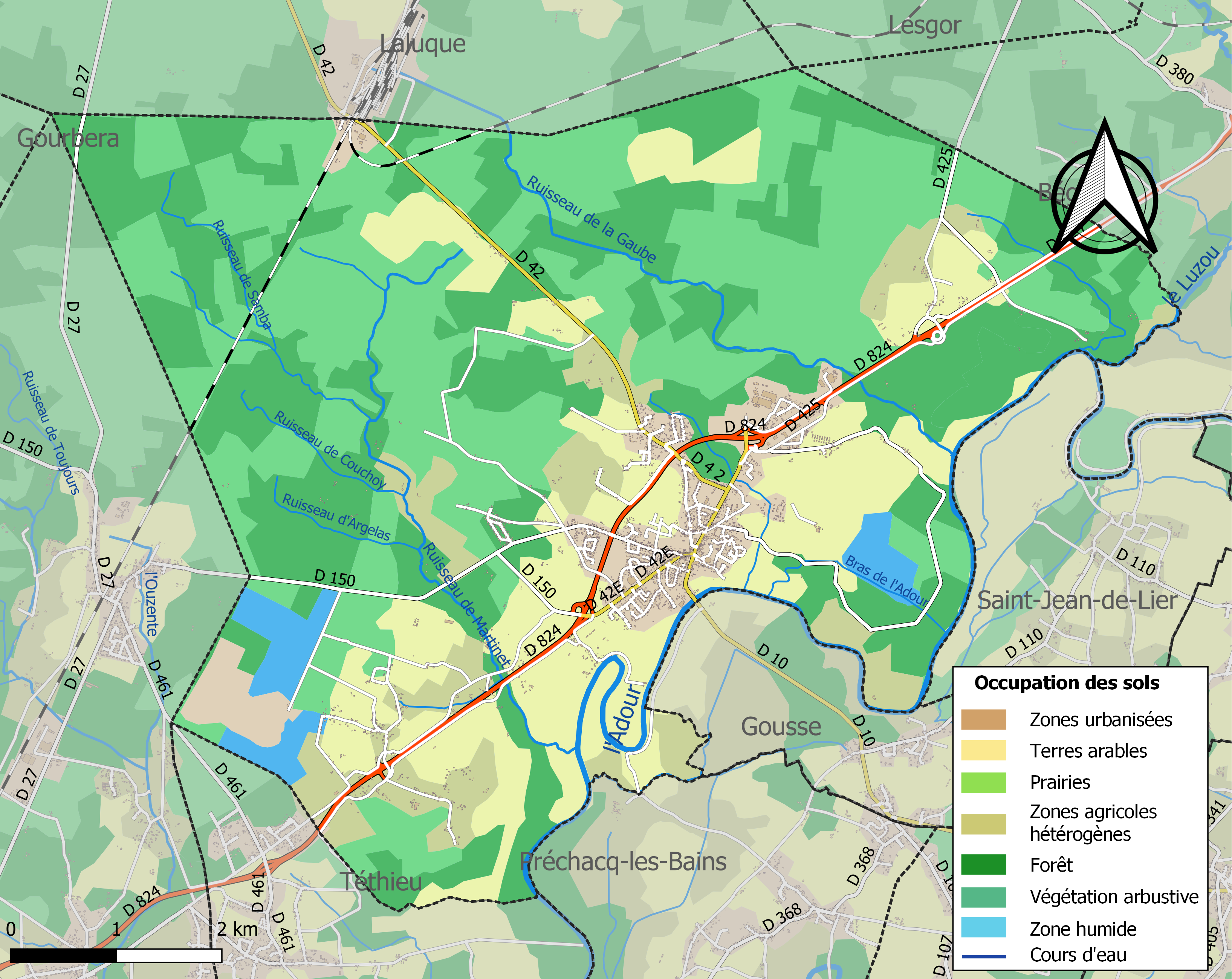
Carte des infrastructures et de l'occupation des sols de la commune en 2018 (CLC).

L'occupation des sols de la commune, telle qu'elle ressort de la base de données européenne d’occupation biophysique des sols Corine Land Cover (CLC), est marquée par l'importance des forêts et milieux semi-naturels (63,6 % en 2018), en diminution par rapport à 1990 (72,4 %). La répartition détaillée en 2018 est la suivante : 
milieux à végétation arbustive et/ou herbacée (33,1 %), forêts (30,5 %), terres arables (19,6 %), zones agricoles hétérogènes (7,9 %), zones urbanisées (4,9 %), eaux continentales (2,4 %), mines, décharges et chantiers (1,1 %), zones industrielles ou commerciales et réseaux de communication (0,3 %). L'évolution de l’occupation des sols de la commune et de ses infrastructures peut être observée sur les différentes représentations cartographiques du territoire : la carte de Cassini (XVIIIe siècle), la carte d'état-major (1820-1866) et les cartes ou photos aériennes de l'IGN pour la période actuelle (1950 à aujourd'hui).

### Risques majeurs
Le territoire de la commune de Pontonx-sur-l'Adour est vulnérable à différents aléas naturels : météorologiques (tempête, orage, neige, grand froid, canicule ou sécheresse), inondations, feux de forêts, mouvements de terrains et séisme (sismicité faible). Il est également exposé à un risque technologique,  le transport de matières dangereuses. Un site publié par le BRGM permet d'évaluer simplement et rapidement les risques d'un bien localisé soit par son adresse soit par le numéro de sa parcelle.

#### Risques naturels
Certaines parties du territoire communal sont susceptibles d’être affectées par le risque d’inondation par débordement de cours d'eau, notamment l'Adour et le Luzou. La commune a été reconnue en état de catastrophe naturelle au titre des dommages causés par les inondations et coulées de boue survenues en 1999 et 2009,.
Pontonx-sur-l'Adour est exposée au risque de feu de forêt. Depuis le 20 avril 2016, les départements de la Gironde, des Landes et de Lot-et-Garonne disposent d’un règlement interdépartemental de protection de la forêt contre les incendies. Ce règlement vise à mieux prévenir les incendies de forêt, à faciliter les interventions des services et à limiter les conséquences, que ce soit par le débroussaillement, la limitation de l’apport du feu ou la réglementation des activités en forêt. Il définit en particulier cinq niveaux de vigilance croissants auxquels sont associés différentes mesures,.
Les mouvements de terrains susceptibles de se produire sur la commune sont des tassements différentiels.

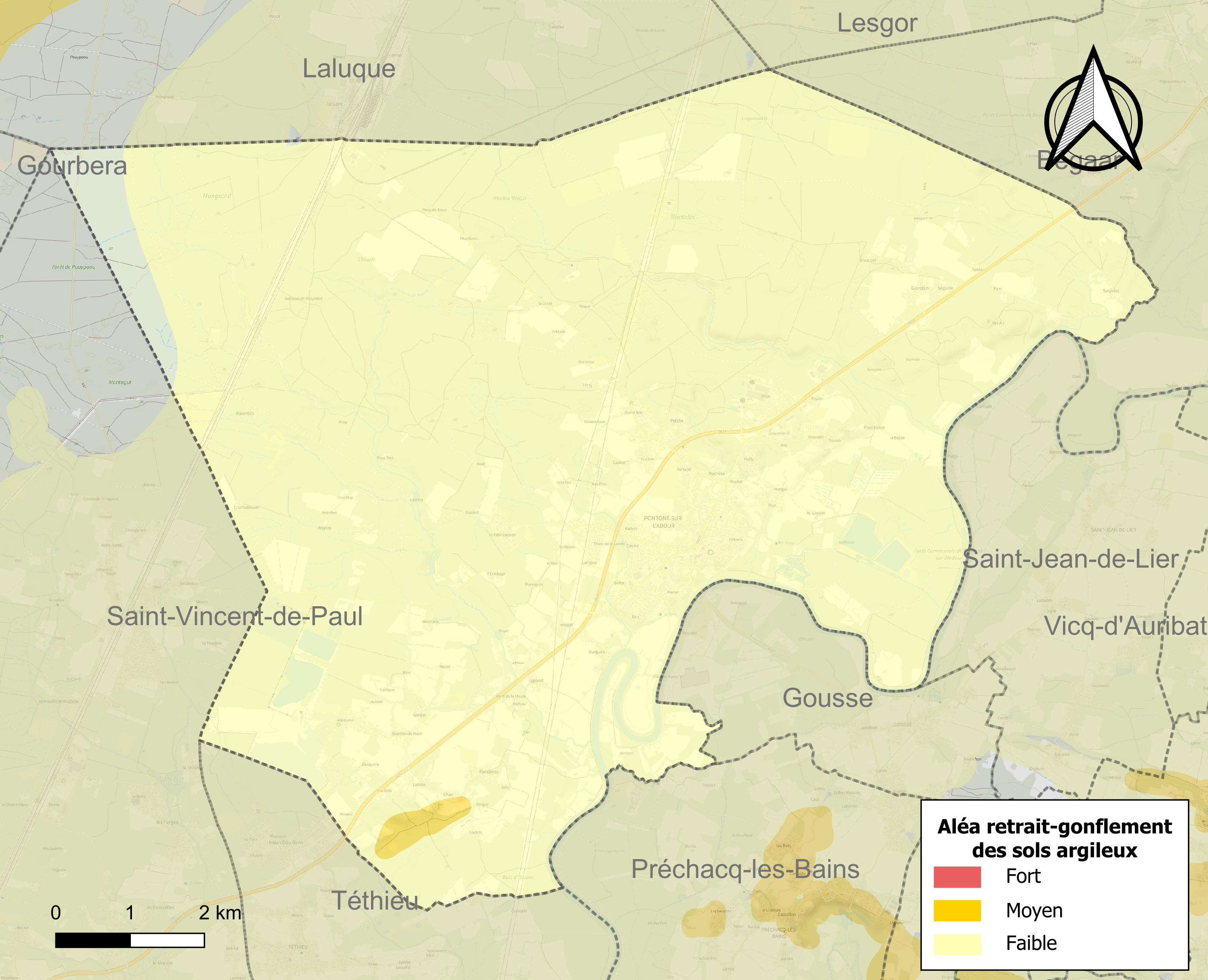
Carte des zones d'aléa retrait-gonflement des sols argileux de Pontonx-sur-l'Adour.

Le retrait-gonflement des sols argileux est susceptible d'engendrer des dommages importants aux bâtiments en cas d’alternance de périodes de sécheresse et de pluie. 0,6 % de la superficie communale est en aléa moyen ou fort (19,2 % au niveau départemental et 48,5 % au niveau national). Sur les 1 219 bâtiments dénombrés sur la commune en 2019,  2 sont en aléa moyen ou fort, soit 0 %, à comparer aux 17 % au niveau départemental et 54 % au niveau national. Une cartographie de l'exposition du territoire national au retrait gonflement des sols argileux est disponible sur le site du BRGM,.
Concernant les mouvements de terrains, la commune a été reconnue en état de catastrophe naturelle au titre des dommages causés par des mouvements de terrain en 1999.

#### Risques technologiques
Le risque de transport de matières dangereuses sur la commune est lié à sa traversée par une ou des infrastructures routières ou ferroviaires importantes ou la présence d'une canalisation de transport d'hydrocarbures. Un accident se produisant sur de telles infrastructures est susceptible d’avoir des effets graves sur les biens, les personnes ou l'environnement, selon la nature du matériau transporté. Des dispositions d’urbanisme peuvent être préconisées en conséquence.

## Histoire
Le nom de Pontonx vient probablement du latin pontones. un pont de bateau établi sur l’Adour servait à passer le fleuve. Il y eut également autrefois un port batelier qui assurait le trafic fluvial entre le port de Mont-de-Marsan et le port de Bayonne.

## Politique et administration

### Liste des maires
| Période                                  | Période   | Identité             | Étiquette | Qualité                                                                      |
| ---------------------------------------- | --------- | -------------------- | --------- | ---------------------------------------------------------------------------- |
| 1945                                     | mars 1983 | Robert Labeyrie      | PS        | Conseiller général du canton de Tartas-Ouest (1945-1982)                     |
| mars 1983                                | mars 1989 | Bernard Bagnères     |           |                                                                              |
| mars 1989                                | mars 2014 | Bernard Subsol       | PS        | Enseignant retraité Conseiller général du canton de Tartas-Ouest (1994-2015) |
| mars 2014                                | En cours  | Dominique Urolatégui | DVG       | Enseignant, conseiller départemental remplaçant                              |
| Les données manquantes sont à compléter. |           |                      |           |                                                                              |

## Démographie
| 1793 | 1800  | 1806 | 1821  | 1831  | 1836  | 1841  | 1846  | 1851  |
| ---- | ----- | ---- | ----- | ----- | ----- | ----- | ----- | ----- |
| 894  | 1 003 | 886  | 1 137 | 1 444 | 1 345 | 1 379 | 1 542 | 1 582 |

| 1856  | 1861  | 1866  | 1872  | 1876  | 1881  | 1886  | 1891  | 1896  |
| ----- | ----- | ----- | ----- | ----- | ----- | ----- | ----- | ----- |
| 1 610 | 1 691 | 1 800 | 1 904 | 1 968 | 2 025 | 2 017 | 1 955 | 1 941 |

| 1901  | 1906  | 1911  | 1921  | 1926  | 1931  | 1936  | 1946  | 1954  |
| ----- | ----- | ----- | ----- | ----- | ----- | ----- | ----- | ----- |
| 1 982 | 1 956 | 1 945 | 1 818 | 1 785 | 1 761 | 1 655 | 1 608 | 1 531 |

| 1962  | 1968  | 1975  | 1982  | 1990  | 1999  | 2004  | 2006  | 2009  |
| ----- | ----- | ----- | ----- | ----- | ----- | ----- | ----- | ----- |
| 1 652 | 1 620 | 1 659 | 1 638 | 1 887 | 2 071 | 2 267 | 2 315 | 2 488 |

| 2014  | 2019  | 2022  | - | - | - | - | - | - |
| ----- | ----- | ----- | - | - | - | - | - | - |
| 2 720 | 2 868 | 2 975 | - | - | - | - | - | - |

## Économie
Quelques entreprises sont installées sur la commune.

## Culture et patrimoine

### Patrimoine civil
- La mairie : construction de la mairie-école en 1834, construction de la mairie actuelle en 1844, plusieurs aménagements en 1923 et 1980. Restructuration et rénovation complète du bâtiment en 1999.
- La salle de cinéma : création de la salle 1927, rénovation en 1999.
- Les arènes de Pontonx-sur-l'Adour :  arènes hispano-landaises de style néo-mauresque, en forme de fer à cheval, construites en béton en 1912.

D'importants travaux de restauration et de modernisation ont été effectués en 2013 (pour le centenaire), modernisées dans le respect de leur architecture originelle (le fronton notamment a été conservé tel qu'il était) elles sont désormais recouvertes et chauffées. Y ont été ajoutées des loges pour les artistes, des cuisines et une salle des fêtes sous la tribune officielle. Un système de plaques emboîtables permet en outre de couvrir et recouvrir le sol sableux des arènes les transformant tour à tour en salle de spectacle ou en arènes susceptibles d'accueillir des courses tauromachiques.
- Maison Mancamp, date de 1610, elle a conservé son architecture rustique
- Le lieu-dit Champ d’aviation proche de l’Adour : fut au début de l’aviation un des cinq terrains premiers aérodromes en France. Créé en 1912, il fonctionna jusqu’en 1916. Pour obtenir leur brevet de pilote, les aviateurs devaient effectuer sans incident le parcours Pau – Pontonx – Pau avec un atterrissage à Pontonx.

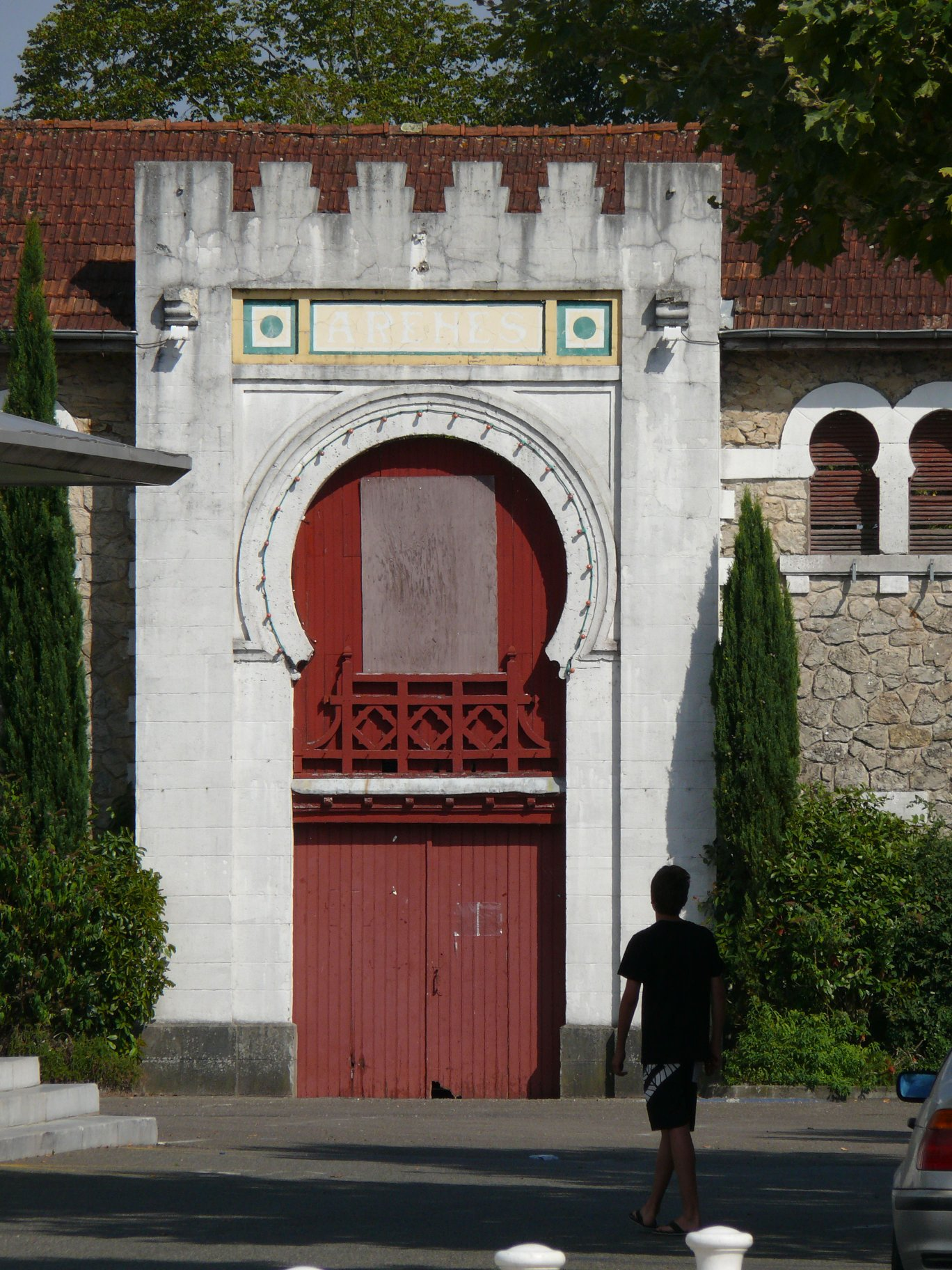
Les arènes.
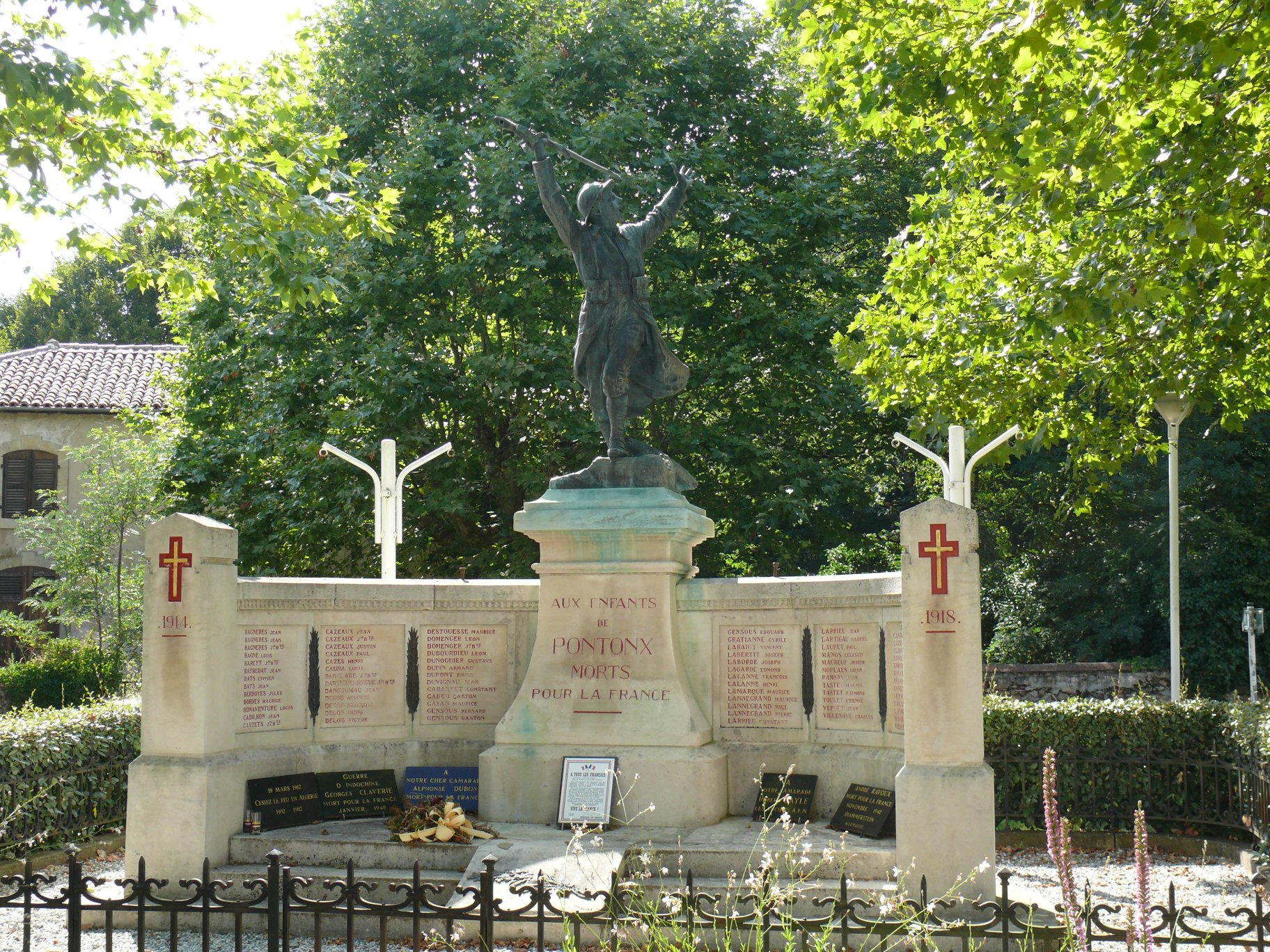
Le monument aux morts.

### Patrimoine religieux

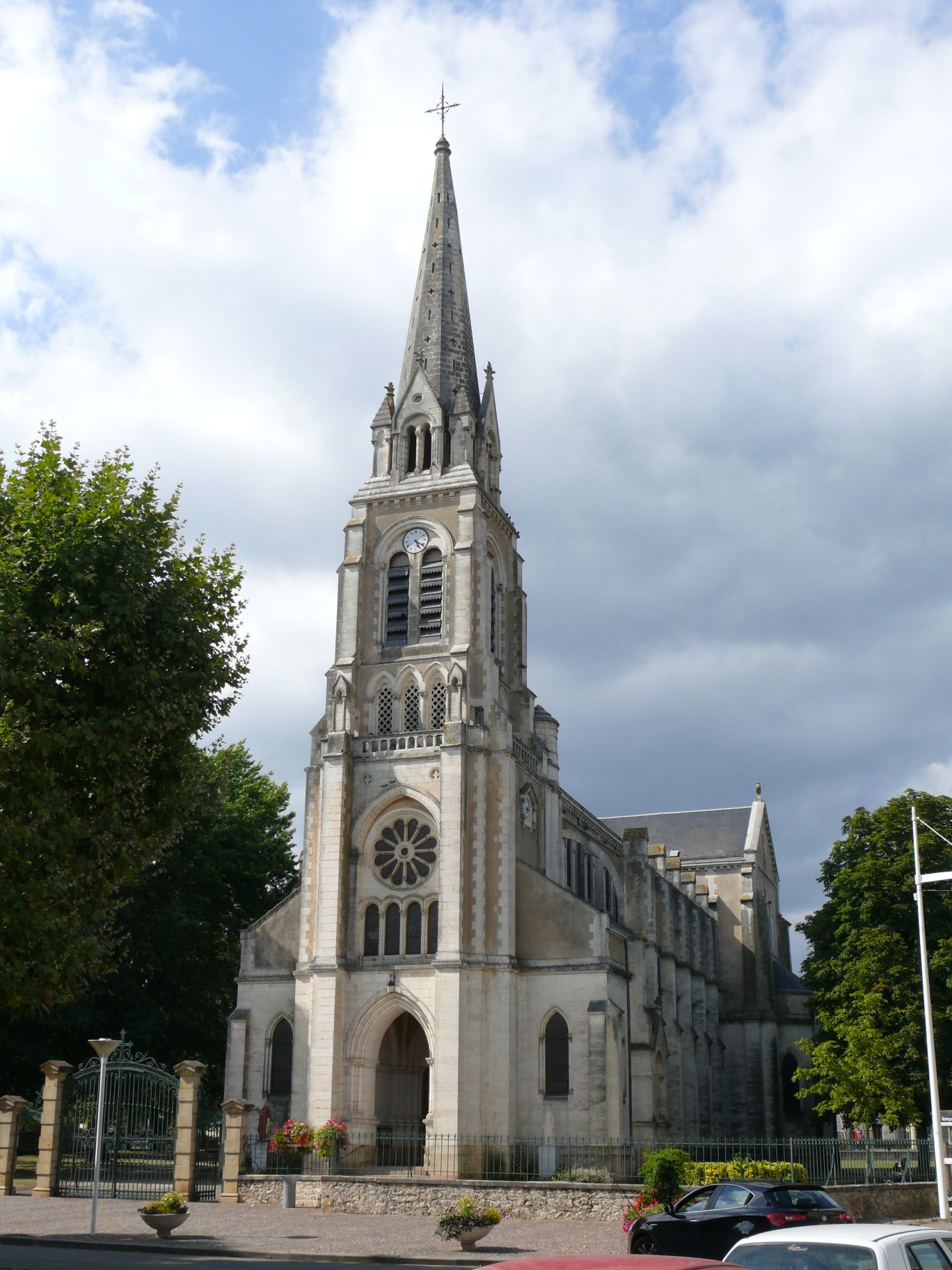
L'église Sainte-Eugénie.

- Église Sainte-Eugénie de Pontonx-sur-l'Adour
- Église Saint-Caprais de Pontonx-sur-l'Adour

### Patrimoine environnemental
- Les barthes de l'Adour : (150 hectares)

## Personnalités liées à la commune
- Jean-Félix Pédegert (1809-1889), religieux catholique et poète ;
- Jean-Baptiste Gabarra (1836-1925), religieux catholique et historien local ;

- Jean-Maurice Claverie (1913-2010), résistant.